# Thomas Ouwejan
Thomas Ouwejan (Alkmaar, 24 giugno 1996) è un calciatore olandese, difensore o centrocampista del N.E.C..

## Caratteristiche tecniche
Terzino sinistro dotato tecnicamente e con propensioni offensive, abile nel controllo palla, nei cross è forte fisicamente, può essere impiegato anche da centrocampista. Adattabile come centrale difensivo, nelle giovanili dell'AZ è stato impiegato anche nel ruolo di mezzala.

## Carriera
Cresciuto nel settore giovanile dell'AZ Alkmaar, ha esordito in prima squadra il 10 dicembre 2015, nella partita di Europa League pareggiata 2-2 contro l'Athletic Bilbao, risultando tra i migliori in campo. Complessivamente mette insieme 110 presenze e 3 gol tra campionato, Coppa d’Olanda ed Europa League.
All'inizio della stagione 2019-20, il nuovo allenatore Arne Slot gli ha preferito il giovane emergente Owen Wijndal nel ruolo di terzino sinistro, spostando Ouwejan principalmente a centrocampo e spesso fuori dalla formazione titolare. Ha finito la stagione con 10 presenze in Eredivisie e sei in Europa League.
Il 3 settembre 2020 viene ceduto in prestito con diritto di riscatto all'Udinese. Debutta con i friulani il 27 settembre 2020 in occasione della sconfitta per 1-0 contro il Verona. Dopo un buon inizio, a causa di problemi fisici e della concorrenza del connazionale Zeegelar, non trova molto spazio giocando 15 partite.
A fine anno, dopo non essere stato riscattato dai friulani, fa ritorno all'AZ, che il 1º giugno 2021 lo cede nuovamente a titolo temporaneo, questa volta allo Schalke 04.

## Statistiche

### Presenze e reti nei club
Statistiche aggiornate al 1º giugno 2021.
| Stagione          | Squadra           | Campionato        | Campionato | Campionato | Coppe nazionali | Coppe nazionali | Coppe nazionali | Coppe continentali | Coppe continentali | Coppe continentali | Altre coppe | Altre coppe | Altre coppe | Totale | Totale | Totale |
| Stagione          | Squadra           | Comp              | Pres       | Reti       | Comp            | Pres            | Reti            | Comp               | Pres               | Reti               | Comp        | Pres        | Reti        | Pres   | Reti   |        |
| ----------------- | ----------------- | ----------------- | ---------- | ---------- | --------------- | --------------- | --------------- | ------------------ | ------------------ | ------------------ | ----------- | ----------- | ----------- | ------ | ------ | ------ |
| 2015-2016         | AZ Alkmaar        | E                 | 3          | 0          | CO              | 1               | 0               | UEL                | 1                  | 0                  | -           | -           | -           | 5      | 0      |        |
| 2016-2017         | AZ Alkmaar        | E                 | 5          | 0          | CO              | 3               | 0               | UEL                | 3                  | 0                  | -           | -           | -           | 11     | 0      |        |
| 2017-2018         | AZ Alkmaar        | E                 | 31         | 0          | CO              | 6               | 0               | -                  | -                  | -                  | -           | -           | -           | 37     | 0      |        |
| 2018-2019         | AZ Alkmaar        | E                 | 31         | 2          | CO              | 4               | 0               | UEL                | 2                  | 0                  |             |             |             | 37     | 2      |        |
| 2019-2020         | AZ Alkmaar        | E                 | 10         | 0          | CO              | 3               | 0               | UEL                | 6                  | 1                  | -           | -           | -           | 19     | 1      |        |
| Totale AZ Alkmaar | Totale AZ Alkmaar | Totale AZ Alkmaar | 80         | 2          |                 | 17              | 0               |                    | 12                 | 1                  |             | -           | -           | 109    | 3      |        |
| 2020-2021         | Udinese           | A                 | 15         | 0          | CI              | 0               | 0               | -                  | -                  | -                  | -           | -           | -           | 15     | 0      |        |
| 2021-2022         | Schalke 04        | 2.B               | 28         | 3          | CG              | 2               | 0               | -                  | -                  | -                  | -           | -           | -           | 30     | 3      |        |
| 2022-2023         | Schalke 04        | BL                | 17         | 0          | CG              | 2               | 0               | -                  | -                  | -                  | -           | -           | -           | 19     | 0      |        |
| 2023-2024         | Schalke 04        | 2.B               | 28         | 2          | CG              | 0               | 0               | -                  | -                  | -                  | -           | -           | -           | 28     | 2      |        |
| Totale Schalke 04 | Totale Schalke 04 | Totale Schalke 04 | 73         | 5          |                 | 4               | 0               |                    | -                  | -                  |             | -           | -           | 77     | 5      |        |
| Totale carriera   | Totale carriera   | Totale carriera   | 168        | 7          |                 | 21              | 0               |                    | 12                 | 1                  |             | -           | -           | 201    | 7      |        |

## Palmarès

### Club

#### Competizioni nazionali
- Campionato tedesco di seconda divisione: 1

Schalke 04: 2021-2022